# Anton Huber (Fußballspieler, 1916)
Anton Huber (* 8. April 1916; † nach 1949) war ein deutscher Fußballtorwart. Für den Warnsdorfer FK war er an der Endrunde zur deutschen Fußballmeisterschaft 1938/39 beteiligt, 1948 gewann er mit der SG Planitz die Fußball-Ostzonenmeisterschaft 1948.

## Sportliche Laufbahn
1939 wurde der 23-jährige Fußballtorwart Anton Huber mit dem Warnsdorfer FK Meister der Gauliga Sudetenland. Mit der Meisterschaft qualifizierten sich Warnsdorfer für Endrunde zur deutschen Meisterschaft. In den Gruppenspielen unterlag der Warnsdorfer FK dem Dresdner SC mit 1:3 und 1:5 sowie dem 1. FC Schweinfurt 05 mit 1:4 und 2:4 und schied damit aus dem Turnier aus. Huber wurde in allen vier Begegnungen eingesetzt. Nach dem Zweiten Weltkrieg schloss sich Huber der SG Planitz an. Mit ihr wurde er 1948 westsächsischer Fußballmeister. Damit nahmen die Westsachsen an der ersten Ostzonenmeisterschaft teil und stießen bis in das Endspiel vor. Mit dem 32-jährigen Huber im Tor gewann die SG Planitz die Meisterschaft mit einem 1:0-Sieg über die SG Freiimfelde. Auch in der Saison 1948/49 gehörte Huber zum Aufgebot der SG Planitz, die im Laufe der Saison in Horch Zwickau umbenannt, in der sächsischen Meisterschaft nur Vierter wurde. Anschließend wurde Huber von Max Hofsommer abgelöst.